# 88
Năm 88 là một năm trong lịch Julius. 

## Mất
- 9 tháng 4 - Hán Chương Đế, vua thứ 18 của Nhà Hán.